# 常住真菜
常住真菜（つねすみ まな、1994年10月2日 - ）は、千葉県出身の日本の女優、モデル、タレント。獨協大学経済学部在学中。セントラル所属。2016ミス湘南準グランプリ、MissofCircle2017コスモエージェンシー賞受賞。

## 来歴
千葉県出身。獨協大学経済学部に入学。ゼロステーションを経て、現在はセントラル所属。女子ペディアで声をかけられ、「ミスオブサークル」にエントリーする。2016年度ミス湘南準グランプリを受賞し、Miss of Circle2017 コスモエージェンシー賞受賞。現在はモデルと同時に、テレビを中心に再現VTRや舞台で活動中。

## 舞台
- 『スジガキ』（2017年2月28日 - 3月5日、下北沢Geki地下リバティ）
- 『星降る学校』（脚本・演出：荒木太朗（2017年5月17日 - 21日、下北沢Geki地下リバティ）
- 『葬送狂奏曲』（原案:中道進/脚色・演出：時風静恵、2017年8月2日 - 6日、TACCSS1179）

## モデル
- テニスブランド｢prince｣ 2016 spring & summer team wear collection